# Mercado Público de Coreaú
O Mercado Público Municipal de Coreaú é um prédio histórico de Coreaú, cidade localizada nos vales da Serra da Ibiapaba e da Serra da Meruoca, no estado do Ceará.

## História
O local já era de realização de feira. Em meados da década de 1940 a construção que servia de mercado fora demolida de modo que o palacete-galpão atual foi inaugurado no mandato do então prefeito, Raimundo Gomes Camilo, no dia 7 de janeiro de 1950, um dos presentes na solenidade de inauguração foi o senador Olavo Oliveira (CAVALCANTE, 2003. P. 482/83).

## Estrutura arquitetônica

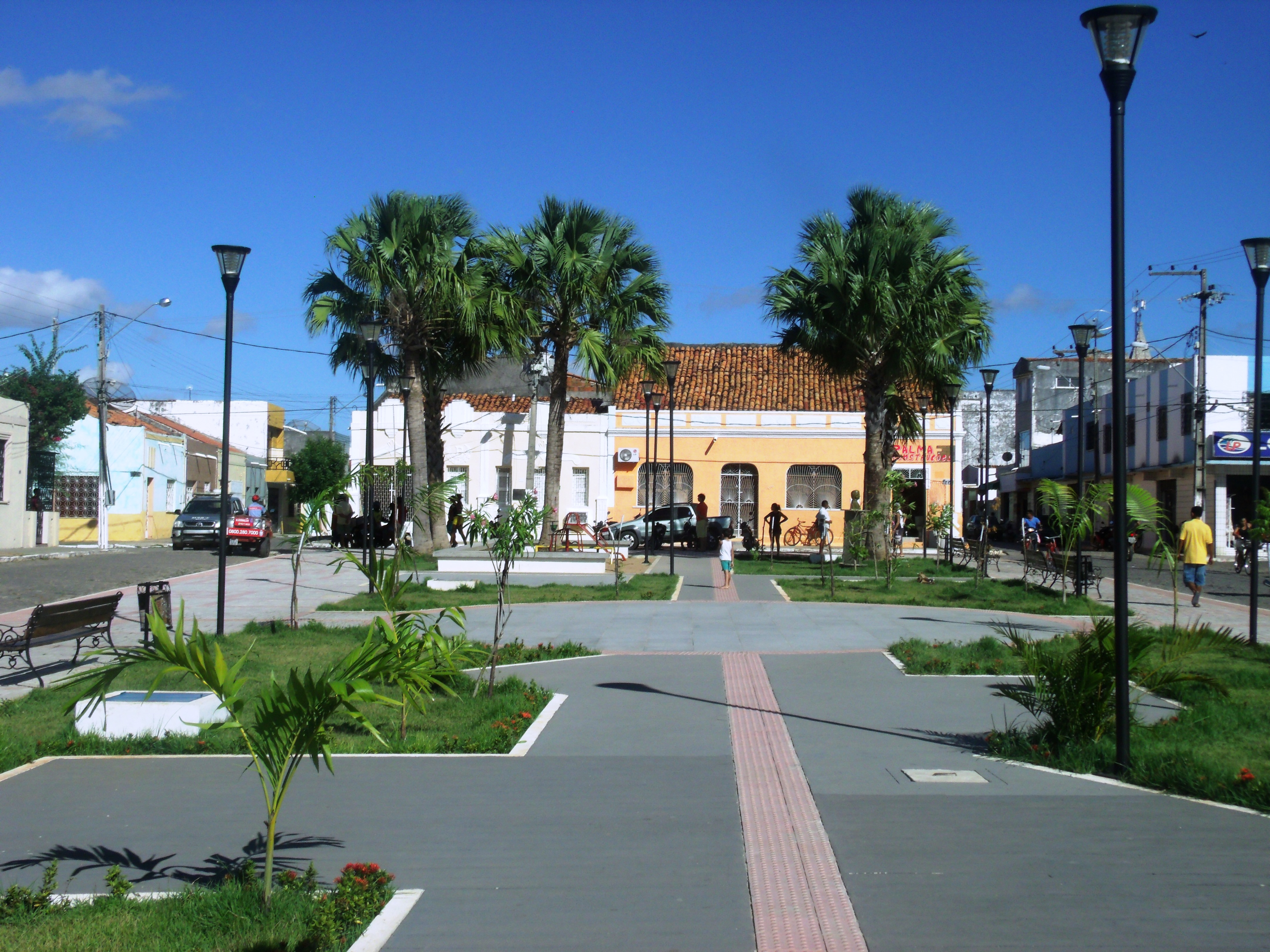
Praça do Mercado, oficialmente Praça Maria Natividade de Albuquerque, é uma praça em quadra anexa ao mercado.

O Mercado Municipal  pertence à Prefeitura da cidade, o palacete-galpão ocupa um quarteirão inteiro no Centro histórico da sede municipal. Tem 4 entradas com pórticos encimados pelo dístico arquitetônico MERCADO PÚBLICO em alto relevo meialuado, todos ornamentados com o Brasão de armas do Brasil, também confeccionado em alto relevo arquitetônico.

## Comércio
É um entreposto comercial de atacado e varejo, notadamente especializado na comercialização de frutas, verduras, cereais, carnes, temperos, artesanatos, bebidas, roupas, utensílios agrícolas e domésticos e também há estabelecimentos de serviços.

## Natureza jurídico-patrimonial
Por ser mercado público juridicamente enquadra-se como patrimônio cultural de natureza material.